# Mont-de-Marsan
Mont-de-Marsan este un oraș în Franța, prefectura departamentului Landes, în regiunea Aquitania-Limousin-Poitou-Charentes. 

## Personalități născute aici
- Louis-Anselme Longa (1809 - 1869), pictor.